# مت‌کونتز

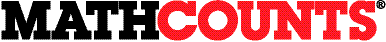
آرم مدرسه

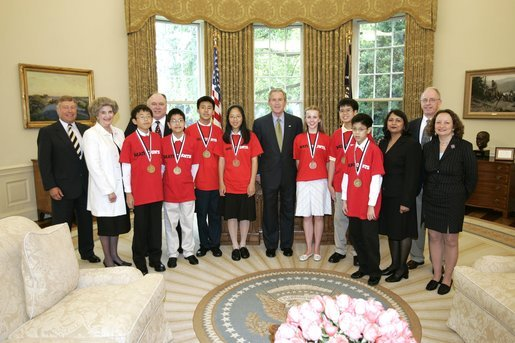
جرج دبلیو بوش و ملاقات با برگزیدگان مسابقه در سال ۲۰۰۵

مت‌کونتز یک مسابقه ریاضی دوره راهنمایی در ایالات متحده آمریکا می‌باشد. این مرکز دارای حامیان مالی چون بنیاد سی‌ان‌ای، جامعه ملی مهندس‌های حرفه‌ای و شورای ملی معلمان ریاضی می‌باشد. این رقابت‌ها برای کلاس‌های ششم، هفتم و هشتم طرح‌ریزی شده‌اند. موضوع‌های اساسی شامل دروس هندسه، جبر و ترکیبیات هستند. اگرچه در دروس یاد شده عدد مختلط، حساب دیفرانسیل و انتگرال و مثلثات به دلیل بالا بودن سطح آنها نسبت به سطح راهنمایی مربوط به مسابقه نمی‌شوند. در عوض رقابت روی مهارت حل مسئله‌ها در چارچوب ریاضیات راهنمایی کار می‌کند.
این مرکز با هدف ایجاد یک محیط رقابتی بین دانش آموزان علاقه‌مند به ریاضیات در سال ۱۹۸۲ تأسیس شد مسابقات ابتدا در سطح مدرسه بود اما از سال ۱۹۸۴ با حمایت بنیاد سی‌ان‌ای و جامعه ملی مهندسان مسابقات در سطح کشوری برگزار شد و تا کنون در حال برگزاری است. برگزیدگان این مسابقه دارای حق بورس تحصیلی هستند و اجازه رفتن به کاخ سفید و دیدار با رئیس‌جمهور آمریکا را نیز دارند.